# Rocket Knight Adventures
Pour les articles homonymes, voir Knight.
 (février 2024).
Si vous disposez d'ouvrages ou d'articles de référence ou si vous connaissez des sites web de qualité traitant du thème abordé ici, merci de compléter l'article en donnant les références utiles à sa vérifiabilité et en les liant à la section « Notes et références ».
Rocket Knight Adventures est un jeu d'action et de plates-formes développé par Konami, sorti sur Mega Drive en 1993 dont le héros est Sparkster, un opossum chevalier.

## Scénario
L'histoire de Sparkster se situe dans un monde particulier gouverné par un principe de Royauté. Ce monde est nommé Erehwon (Elhorn) et comporte un style mêlant Médiéval et machineries. Sur cette belle planète gouverne un Royaume du nom de Zebulos. Cette terre possède une histoire au passé tourmenté. Le premier monarque de ce Royaume nommé El Zebulos, dut un jour affronter l'arrivée d'étrangers hostiles menaçant la tranquillité du Pays. Ils venaient d'une grosse étoile mécanique nommée "Pig Star". Le Roi El Zebulos réussit par courage et détermination à repousser l'invasion ennemie et à "sceller" cette étoile, afin qu'elle ne soit jamais réutilisée par leurs anciens ennemis. La clé du sceau est à ce jour conservée par la Famille Royale de Zebulos.
Si la clé venait à tomber entre les mains de personnes nuisibles, le "Pig Star" pourrait redevenir opérationnel et de nouveau menacer le monde d'Elhorn ainsi que d'autres planètes.
Afin de prévenir une telle menace, le Royaume de Zebulos créa une unité d'Elite spécialisée dans la guerre et la défense, nommée les "Rocket Knights" (chevaliers roquette). Ce nom vient du fait qu'ils utilisent la technologie médiévale (épée, bouclier, etc.) alliée à la puissance mécanique (machines, robots, fusées, etc.)
L'activité de ce clan d'élite est dirigée par un leader menant les missions à travers le pays et étant au service du Royaume et de ses habitants. Pour résumer, ils assurent la paix.
L'actuel leader du clan Rocket Knights est un jeune opossum du nom de Sparkster. C'est le plus vaillant de tous les guerriers de ce Royaume. Il acquit son rang et sa réputation à la suite de la mort de son défunt maître, Mifune Sanjulo. Ce dernier, anciennement leader du clan Rocket Knight fut tué dans un combat singulier l'opposant à un chevalier Rocket déchu, Axel Gear.
Sparkster, à force de voyages et d'expériences, devint particulièrement puissant et traqua son ennemi pendant un certain temps.
Afin de venger son maître, Sparkster s'engagea dans un combat sans merci contre Axel Gear dont il sortit vainqueur, mais il l'épargna en l'exilant des terres de Zebulos à tout jamais.
Axel Gear est un chevalier roquette corrompu et avide de pouvoir. Il s'opposait fortement aux idées de Mifune et c'est d'ailleurs en tentant de dérober le Livre des Rocket Knights (renfermant tous leurs secrets et pouvoirs) qu'il l'a défié et tué au combat.
Désormais banni de son pays, il créa en secret un clan sombre nommé "Dark Knights" et tente de préparer une revanche combinée aux préparatifs des anciens ennemis de Zebulos...
Voici l'histoire qui se déroule dans le jeu :
Un jour le royaume voisin d'Elhorn nommé Devotindos dirigé par le terrible empereur Devligus attaqua le royaume à l'aide de terribles machines de guerre. A bord du vaisseau le Big Baroné, Axle Gear prit d'assaut le château et enleva la princesse Sherry afin de faire chanter le roi afin d'obtenir la clé du sceau qui libérerait le Pig Star de ses entraves. Sparkster affronta les légions de Devotindos lâchées dans les plaines de Elhorn, il combattit face à un char d'assaut dans des rapides, puis détruisit un serpent de mer mécanique dans le lac qui entoure le château. Dans le château, Sparkster détruisit la mécha-araignée géante qui démolissait le château mais cela l'empêcha d'arriver à temps pour sauver la princesse et il fut propulsé dans les montagnes.
Il atterrit dans une rivière où un robot géant piloté par un cochon lui barre la route, puis sur sa route, il affronte un serpent qui passe d'un côté à l'autre des chutes d'eau, il entra dans les cavernes où des mines explosives et des chaines gênèrent sa progression. Sorti de la grotte il rejoignit des rails sur la montagne où il affronte des cochons dans des wagonnets et fait face à une terrible Locomotive mécanique qu'il détruisit.
Les rails emmenaient au cœur de la montagne après un passage dans les sources de la montagne où il combattit un crabe mécanique géant, il traverse grâce à des bipodes des rivières de lave pour faire face au sous-marin des laves en forme de poisson géant.
Sorti de la montagne, Sparkster est rejoint par le roi qui lui propose de rejoindre le Big Baroné à l'aide d'un canon. À bord du vaisseau, il croit retrouver la princesse mais s'avère être en fait le Capitaine Fleagle qui l'attaque à coup de bombe. Après plusieurs échauffourées en dehors puis à l'intérieur du vaisseau volant (en fait propulsé par des cochons sur des pédalos) il fait face à un capitaine Fleagle robot géant et une fois celui-ci détruit envoie le commandant du Big Baroné Ad Patres.
Axle s'enfuit avec la princesse dans la capsule de contrôle, poursuivi par Sparkster qui arrive au cœur du royaume de Devotindos. Dans le ciel de la ville Sparkster doit éviter des bombardements massifs ainsi que des robots envoyés face à lui. Après avoir les avoir vaincus, il entre dans le château, ici, il affronte des gardes quasi invincibles ainsi qu'un monte-charge mortel puis fait face à Axle Gear dans un combat de boxe de robot, après avoir mis ko le robot d'Axle, Sparkster se rend dans la salle du trône où il retrouve la princesse mais Devligus s'enfuit emportant le sceau qui doit débloqué le pig star. Grâce à la magie de la princesse, Sparkster s'envola pour l'espace inter-sidéral.
Dans l'espace, il affronte des nuées d'astéroïdes ainsi qu'Axle équipé d'un puissant scaphandre de combat et fait ensuite face au terrible vaisseau spatial de combat se composant de plusieurs parties à détruire pour en venir à bout. Une fois vaincu, Sparkster aborde le Pig Star.
Là, il affronta Devligus et au terme du combat apprend que celui-ci n'est en fait qu'un robot. Sparkster traversa des salles ayant plusieurs clones du robot Devligus en préparation. Il engagea un combat avec Axle épée contre épée puis Axle détruit une partie de la coque du Pig Star et un affrontement commença avec risque d'aspiration dans le vide, Sparkster battit Axle qui est aspiré dans l'espace.
Sparkster arriva au cœur du Pig Star là où se trouve le programme central Devligus, son esprit, il affronta celui-ci sous la forme d'un écran flottant armé de diverses armes laser et électrique. L'opossum vainquit son ennemi et prit la fuite dans une capsule de sauvetage avant l'explosion du Pig Star.
Lors de sa fuite, Sparkster n'était pas seul, les restes de l'ordinateur central Devligus dont l'écran a survécu avec deux tentacules et des anneaux laser le poursuivit, finalement Devligus fut définitivement détruit lors de l'entrée dans l'atmosphère.
Sparkster ramena la princesse et au château où l'attend son père. Durant les retrouvailles Sparkster s'éclipse discrètement, s'envolant pour de nouvelles aventures.

## Système de jeu
Sparkster est équipé d'une épée grâce à laquelle il peut projeter une vague d'énergie, ainsi que d'un jet pack qui lui permet de percuter ses ennemis à grande vitesse ou d'atteindre des hauteurs autrement inaccessibles. Lorsqu'il le charge avec un combustible adapté, ce Jet pack lui permet même de voler sur de longues distances. La progression dans les niveaux est linéaire, Sparkster se déplace de gauche à droite et doit faire face à des vagues d'adversaires porcins ainsi qu'à de nombreux boss. Il peut également se suspendre aux  branches des arbres grâce à sa queue. Dans certains niveaux, la progression se fait à la manière d'un shoot them up.
Sparkster sait piloter d'énormes mechas utilisés par les sbires du Roi de l'Empire Devotindos, au même titre que son ennemi déchu Axel Gear. Il possédera d'ailleurs sa propre version dans le second opus nommé simplement Sparkster: Rocket Knight Adventures 2.

## Équipe de développement
- Planification : Ohaji Banchoh
- Direction : Nobuya Nakazato
- Design : Nobuya Nakazato, Shiori Satoh
- Character design : Tat
- Programmeur principal : Kenichiro Horio
- Super programmeur : Koji Komata
- Ultra programmeur : Kenji Miyaoka
- Composition musique : Masanori Ohuchi, Aki Hata, Masanori Adachi, Hiroshi Kobayashi, Michiru Yamane
- Programmation musique : Shigemasa Matsuo, Osamu Kasai, Hideto Inoue
- Remerciements équipe son : Kouji Kazaoka, Tappi Iwase, Miki Yanagisawa
- Package design : K. Yoshihashi
- Superviseur : Yutaka Haruki
- Producteur : Tomikazu Kirita
- Remerciements : Dangantaisyoh